# گابریلا رودریگز دی بوکله
گابریلا روبرتا رودریگز دی بوکله (née رودریگز پرزالونسو؛ ۳۱ مارس ۱۹۸۵) یک مربی سالوادوری، روان‌شناس دوران بارداری و بانوی اول فعلی السالوادور، به عنوان همسر چهل و سومین رئیس‌جمهور السالوادور، نایب بوکله است. او همچنین یک رقصنده حرفه ای باله است و بخشی از شرکت رقص بنیاد باله السالوادور است.
رودریگز در سان سالوادور به دنیا آمد. او دارای دکترای روان‌شناسی دوران بارداری است. و PrePare، اولین مرکز آموزش دوران بارداری در السالوادور را در اکتبر ۲۰۱۰ تأسیس کرد. او در سال ۲۰۱۴ با بوکله ازدواج کرد و در دوران تصدی وی به عنوان شهردار سن سالوادور (۲۰۱۵–۲۰۱۸) به عنوان منشی برای زنان خدمت کرد، زمانی که او به ایجاد پروژه‌هایی در حمایت از حقوق و فرهنگ زنان کمک کرد. رودریگز گروه باله سن سالوادور را در دوران دبیری زنان در سن سالوادور تأسیس کرد.
پس از پیروزی بوکله در انتخابات ریاست جمهوری سالوادور سال ۲۰۱۹، رودریگز در روند انتخاب کابینه دولت شرکت داشت.

## اوایل زندگی
گابریلا روبرتا رودریگز پرزالونسو در ۳۱ مارس ۱۹۸۵ در سن سالوادور، پایتخت السالوادور به دنیا آمد. او کوچک‌ترین دختر از چهار دختر است و شوهرش ادعا کرده‌است که اجداد یهودی سفاردی دارد. پدر او خوزه روبرتو رودریگز ترابانینو، یک سرمایه‌گذار سالوادوری است، در حالی که مادرش، آرنا پرزالونسو د رودریگز، نیکاراگوئه ای است که به عنوان یکی از اعضای اتاق تجارت و صنعت در السالوادور خدمت می‌کرد. او در سنین پایین به باله علاقه نشان داد و به شرکت رقص بنیاد باله السالوادور پیوست.

## حرفه
رودریگز دارای مدرک دکترا در روان‌شناسی دوران بارداری است و اولین کسی است که در السالوادور با این عنوان شناخته می‌شود. او PrePare را در اکتبر ۲۰۱۰ تأسیس کرد، اولین مرکز آموزش دوران بارداری در کشور، که او مدیر آن است. رودریگز همچنین نماینده منطقه ای انجمن روان‌شناسی و سلامت دوران بارداری و پری ناتال (APPPAH) است.

### دخالت در سیاست
رودریگز در طول دوران فعالیت سیاسی همسرش از نزدیک با او کار کرده‌است. بوکله در سال ۲۰۱۶ او را به عنوان شریک زندگی خود توصیف کرد و گفت: «هر کسی که به من برای یک پست دولتی رای می‌دهد، می‌داند که او با این بسته می‌آید. ما از دوازده سال پیش، زمانی که برای اولین بار ملاقات کردیم، اینگونه هستیم.» در دوران شهرداری بوکله در سن سالوادور با حزب جبهه آزادیبخش ملی فارابوندو مارتی (FMLN) (2015–2018)، به عنوان دبیر شهرداری زنان خدمت کرد. در حین این نقش، او به ایجاد اولین دبیرخانه فرهنگی شهرداری سن سالوادور، گروه باله سن سالوادور و دبیرخانه زنان کمک کرد.
پس از اخراج از FMLN در ۱۰ اکتبر ۲۰۱۷، بوکله یک حزب سیاسی جدید به نام ایده‌های نوواس تأسیس کرد و برای ریاست جمهوری السالوادور به عنوان نامزد اتحاد بزرگ برای وحدت ملی (GANA) نامزد شد. رودریگز با Nuevas Ideas برنامه Bienestar Social را در سال ۲۰۱۸ تأسیس کرد و مدیر آن شد پس از پیروزی بوکله در انتخابات ریاست‌جمهوری سالوادور در سال ۲۰۱۹، رودریگز در انتخاب کابینه، بیشتر برای سبدهای اجتماعی، بهداشتی و آموزشی شرکت کرد. او همچنین مسئول لوایح آموزشی پیشنهادی دولت بود. در طول مبارزات انتخاباتی و پس از آن، رودریگز از مصاحبه با رسانه ملی خودداری کرد. مواضع دولتی او و نزدیکان بوکله توسط نشریات سالوادور مانند La Prensa Gráfica و El Faro مورد انتقاد قرار گرفته‌است که رئیس‌جمهور را به خویشاوندی متهم کرده‌اند.

## زندگی شخصی
رودریگز یک رقصنده حرفه ای باله و بخشی از شرکت رقص بنیاد باله در السالوادور است. او در سال ۲۰۰۴ با بوکله ملاقات کرد و در ۶ دسامبر ۲۰۱۴ در یک مراسم خصوصی در ال بوکرون، سن سالوادور ازدواج کردند. او بارداری خود را قبل از پیروزی بوکله در انتخابات ریاست جمهوری اعلام کرد. فرزند آنها بعداً در سال ۲۰۱۹ به دنیا آمد